# جودي شيندلين
جودي شيندلين (21 أكتوبر 1942- ) وتعرف أيضا بالقاضية جودي، هي محامية أمريكية وقاضية وشخصية تلفزيونية. عملت كمدع عام في نظام محكمة الأسرة بين 1965-1976 وعينت قاضي أول في المحكمة الجنائية، وفي وقت لاحق في عام 1980، كقاضي محكمة الأسرة في مانهاتن. بدأت برنامجها الشهير بعد تقاعدها عام 1996.

## حياتها
جودي شندلين هي قاضية مهمتها فض النزاعات خصوصا الأسرية، وقد بدأ البرنامج عام 1996 بفكرته القائمة على تصوير المحاكمات والقضايا التي تدور داخل المحكمة التي ترأسها القاضية جودي، حيث تستقبل الشكاوى وتستجوب الأطراف المتخاصمين وتحاول فض النزاعات بينهم بطريقتها المتعجرفة والقاسية.
ولكن على غير المعتاد، يعتبر هذا البرنامج الأكثر متابعة نظرا لتصنيفه على أنه كوميديا واقعية! والكوميديا تكمن حقيقة في نوعية القضايا المرفوعة؛ لأن لكل مواطن أمريكي الحق في أن يرفع قضية على أي شخص مهما كان حجم القضية تافها. فقد ينهال عليك الضحك وأنت تشاهد الرجل يشكو من جاره لأنه يطلق كلبه على حديقتهم بقصد إزعاجهم، أو تلك التي تزعم أن إحداهن جعلت أبناءها يكسرون زجاج نافذتهم بالكرة عمدا، وغير ذلك الكثير! إلا أن أكثر قضية فاقت سابقاتها تفاهة هي تلك الزوجة التي جاءت لترفع قضية على زوجها الذي يستمر في عناده بقصد إغاظتها، لكونها دائما ما تأمره بعصر معجون الأسنان من طرف الأنبوب الأسفل فيما يعصره من الأعلى فيثير غضبها! وكانت المفاجأة حين حكمت القاضية جودي بعد الاستماع للطرفين لصالح الزوجة ومعاقبة الزوج
أختيرت القاضية جودي في المرتبة الأولى لأكثر الشخصيات التلفزيونية دخلاً في العالم والتي تقدم برنامجا يحمل اسمها "Judge Judy،" وتتقاضى 47 مليون دولار في العام، في الوقت الذي يشير فيه بعض المحللين إلى أنها تتقاضي 200 مليون دولار سنويا بعد احتساب عوائد الإعلانات وغيرها، وهو الأمر الذي رفض المتحدث باسم جودي التعليق عليه.

## روابط خارجية
- جودي شيندلين على موقع IMDb (الإنجليزية)
- جودي شيندلين على موقع الموسوعة البريطانية (الإنجليزية)
- جودي شيندلين على موقع إن إن دي بي (الإنجليزية)
- جودي شيندلين على موقع قاعدة بيانات الفيلم (الإنجليزية)
- جودي شيندلين على موقع كينوبويسك (الروسية)